# Allianz für Demokratie und Republik
Die Allianz für Demokratie und Republik (französisch Alliance pour la Démocratie et la République, Kürzel: ADR-Mahita) ist eine politische Partei in Niger.

## Geschichte
Die Allianz für Demokratie und Republik wurde am 28. September 2020 als Partei registriert. Ihr Gründungskongress fand am 24. Oktober 2020 im Palais des Congrès in der Hauptstadt Niamey statt. Dabei wurden Ousmane Idi Ango zum Vorsitzenden, Youssouf Kelessi zum stellvertretenden Vorsitzenden und Aboubacar Maazou Oumani zum Generalsekretär der Partei gewählt. Idi Ango Ousmane war früher Funktionär der Nigrischen Partei für Demokratie und Sozialismus (PNDS-Tarayya) in deren Sektion von Malbaza gewesen.
Bei den Parlamentswahlen von 2020 zog die ADR-Mahita mit einem von 171 Sitzen in die Nationalversammlung ein. Der Parteivorsitzende Ousmane Idi Ango kandidierte bei den Präsidentschaftswahlen von 2020 und wurde mit 1,17 % der Wählerstimmen zwölfter von 30 Bewerbern um das höchste Amt im Staat.